# Bernard Meadows

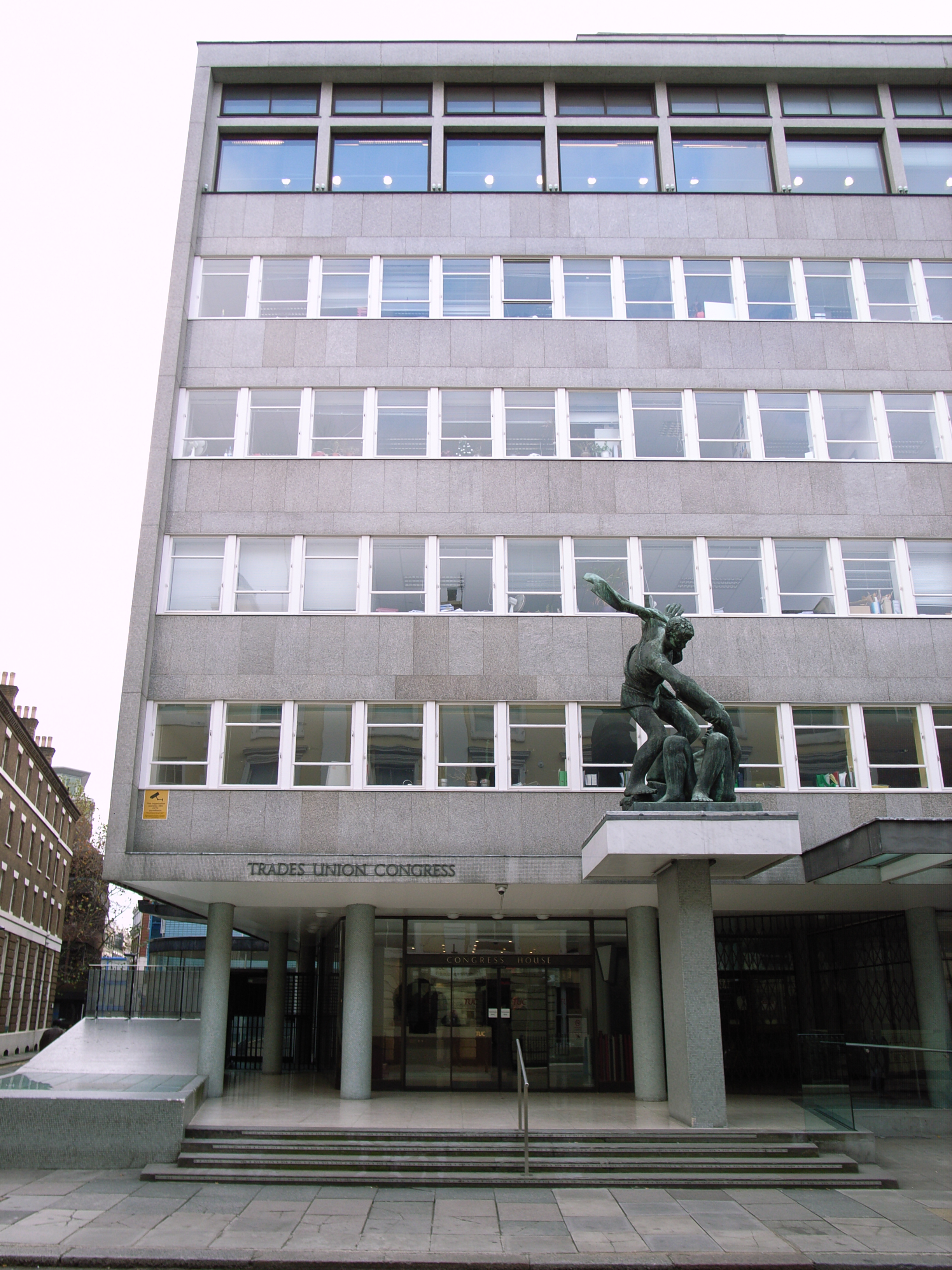
The Spirit of Brotherhood, obra de 1958 en la Congress House, Londres.

Bernard Meadows (Norwich, 19 de febrero de 1915 - Londres, 12 de enero de 2005) fue un escultor contemporáneo británico. Meadows formó parte de la llamada 'Escuela de la Geometría del Miedo', un grupo poco cohesionado de artistas británicos cuyo prestigio quedó determinado por la Bienal de Venecia de 1952.

## Biografía
Nacido en una familia de clase obrera durante la Gran Depresión, Bernard Meadows se formó en la City of Norwich School. Formándose inicialmente como contable, a los dieciséis años convence a sus padres para estudiar pintura en la Norwich School of Art entre 1934 y 1936. Durante los tres años siguientes trabaja como asistente en el taller de Henry Moore, al que conoce a través de un amigo en común; de él aprende la técnica de tallado directo y adquiere las formas biomóficas del surrealismo. Moore se convertiría en mentor y amigo de Meadows. En 1936, a la edad de 21 años, Meadows participa en la Exposición Internacional Surrealista de Londres. En 1938 se casa con Marjorie Winifred Payne.
Al comenzar la II Guerra Mundial se registra como objetor de conciencia, pero con el recrudecimiento del conflicto se une a la Royal Air Force, donde sirve entre 1941 y 1946. Es destinado sobre todo al Sudeste Asiático. Pasa una larga temporada en la Isla de Cocos, cuya naturaleza (especialmente cangrejos, aves y crustáceos) sería inspiración fundamental para su escultura posterior. Al terminar la guerra regresa a Inglaterra y retoma la escultura, convirtiéndose en profesor de la Chelsea School of Art. En 1951 es invitado a realizar una obra para el Festival of Britain. Al año siguiente participa en la Bienal de Venecia junto con Kenneth Armitage, Reg Butler, Lynn Chadwick, Eduardo Paolozzi, y William Turnbull. En la introducción del catálogo de la exposición, el crítico de arte Herbert Read cita un poema de T. S. Eliot llamando al grupo Escuela de la Geometría del Miedo, en referencia al carácter sombrío de sus obras.

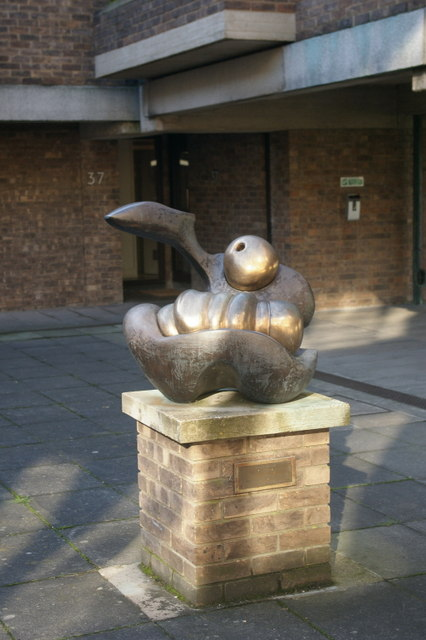
Pointing Figure with Child, de 1966, en Cambridge.

En 1957 realiza su primera exposición individual en la galería Gimpel Fils de Londres. En 1960 se convierte en profesor de escultura en el Royal College of Art. A la edad de cuarenta y cinco años es inspirado durante una visita a Florencia por las esculturas romanas y renacentistas de emperadores y generales con armadura. Durante los cinco años siguientes se concentra en realizar figuras antropomórficas vestidas con armaduras. Posteriormente realiza obras de abstracción pura, con superficies pulidas y formas más curvas, a menudo encajadas o apretadas entre otras más toscas. Participa en la Bienal de Escultura de Amberes 1953 y 1959, y en la Bienal de São Paulo en 1958.
En 1980 realiza una exposición en el Museo Fitzwilliam, Cambridge. Durante los principios años de los 80, ya retirado como profesor, vuelve como ayudante de Henry Moore, por entonces anciano y enfermo. Se convierte en director de la Henry Moore's Foundation, luego en asesor de la misma. Retoma el dibujo como principal forma de expresión artística. En 1995 el Yorkshire Sculpture Park en Bretton Hall, West Yorkshire, realiza una retrospectiva de su obra por su ochenta cumpleaños.
Bernard Meadows fallece el 12 de enero de 2005 en Londres.

## Obra
La obra primera de Meadows se caracteriza por reproducir formas animales inspiradas en su estancia en la Isla de Cocos durante la guerra. A través de estas esculturas, con las que logra establecer una distancia con la obra de Moore, refleja emociones propias de la condición humana. Sus series incluyen cangrejos de formas afiladas y aves rotas, caídas a tierra o transformadas en cañones de armas de fuego.
A partir de 1960 realiza series de veinte esculturas de figuras humanas de pie vestidas con armadura, inspiradas por obras romanas y renacentistas. Como evolución de anteriores Standing Figures, surgen las Standing Armed Figures o el Augustus del Museo de Arte Metropolitano de Nueva York.
Al terminar esa serie, practica una escultura de formas redondeadas y pulidas, como la Public Sculpture en el exterior del edificio del Eastern Daily Press, en Norwich, con esferas onduladas y agujereadas colocadas entre bloques de piedra.